# Cyaneophytoecia
Cyaneophytoecia is een kevergeslacht uit de familie van de boktorren (Cerambycidae). De wetenschappelijke naam van het geslacht werd voor het eerst geldig gepubliceerd in 1950 door Breuning.

## Soorten
Cyaneophytoecia is monotypisch en omvat slechts de volgende soort:
- Cyaneophytoecia sospita (Pascoe, 1867)